# Lisa (gmina w okręgu Braszów)
Lisa – gmina w Rumunii, w okręgu Braszów. Obejmuje miejscowości Breaza, Lisa i Pojorta. W 2011 roku liczyła 1744 mieszkańców. 